# Gothersgade
Gothersgade è una strada nel centro di Copenaghen. La strada va da Kongens Nytorv a Sortedams Sø. Lungo la strada si trovano, tra gli altri, i Giardini del castello di Rosenborg e l'Orto botanico.

## Etimologia
Il nome Gothersgade (Gotersgade) deriva dal vecchio titolo De Venders og Gothers konge, che fu usato dai monarchi danesi fino alla morte di Federico IX.

## Storia
Gothersgade fu costruita intorno al 1647 quando è stato demolito l'Østervold che era sul sito. La strada faceva parte della nuova Copenaghen di Cristiano IV.
Ci sono diverse case più antiche lungo la strada, le più antiche già costruite tra il 1650 e il 1701. Anche la chiesa riformata si trova a Gothersgade.

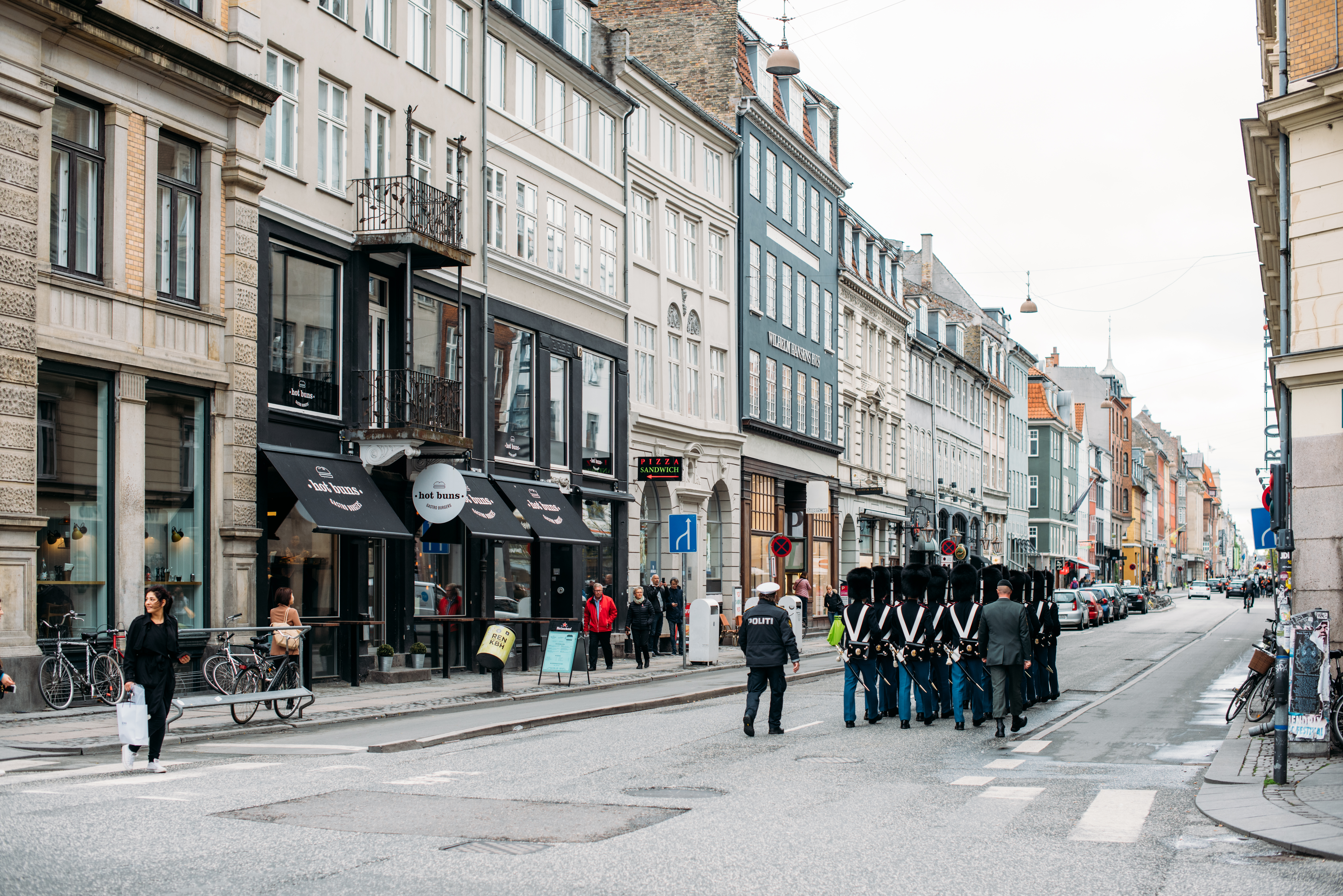
Gothersgade vista da Kogens Nytorv.
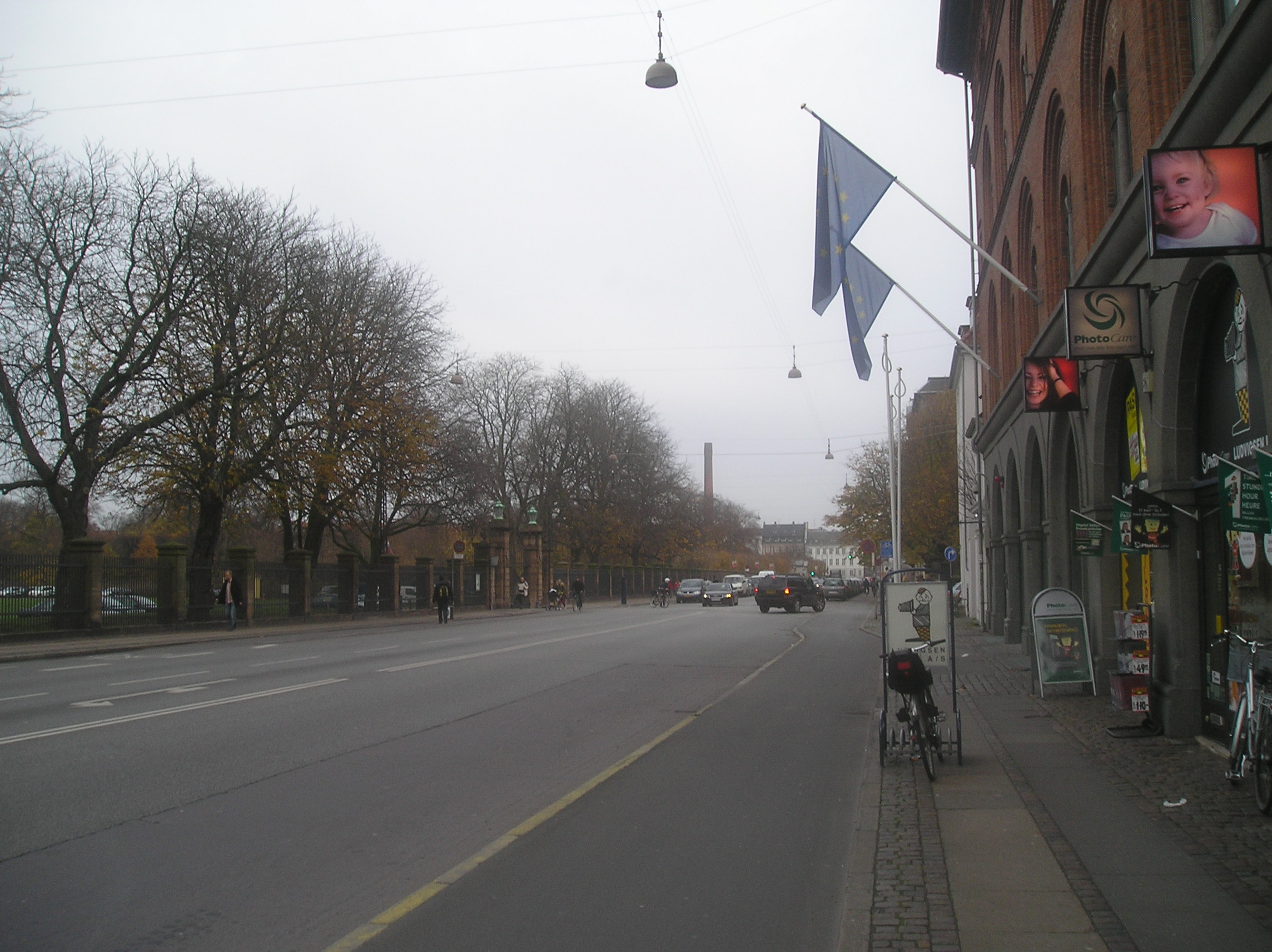
Gothersgade vista da Nørre Voldgade verso Kogens Nytorv.